# Simonne Jacquemard
Pour les articles homonymes, voir Jacquemard.
Œuvres principales
Le Veilleur de nuit (1962)
La Thessalienne (1973)
Trois Mystiques grecs (1997)
Simonne Jacquemard, née le 6 mai 1924 à Paris et morte le 18 décembre 2009 à Sarlat-la-Canéda, est une danseuse, écrivaine et poétesse française, lauréate du prix Renaudot en 1962 pour Le Veilleur de nuit. Elle est également l'auteur de récits sur la vie des animaux, et d'essais littéraires sur la Grèce et l'Orient.

## Biographie
Simonne Jacquemard naît à Paris mais grandit dans la baie de Somme. Dans sa jeunesse, elle fait du piano, du flamenco et se met à pratiquer la danse indienne et orientale. Elle se consacre à l'écriture à partir de 1945, tout d'abord de poèmes puis de romans.
En 1955, elle épouse l'écrivain Jacques Brosse. Avec son époux, elle participe à la diffusion en France de la philosophie zen.
Elle pratique également au cours de sa vie l'ornithologie, le tissage, l'élevage de chevaux depuis 1968 et la marche à pied.
Elle obtient en 1999 le prix Jacques-Lacroix de l'Académie française, « destiné à l'auteur d'un ouvrage sur la vie des animaux », pour son livre L'Oiseau essentiellement paru chez Nathan.

### Commentaire
En dépit d'une production littéraire soutenue, la notoriété de Simonne Jacquemard reste relativement faible, ce qui a fait dire à un spécialiste de la littérature : 

« [le fait que l'on n'ait consacré] aucune étude sérieuse à La Thessalienne, que son auteure soit absente, en juin 2008, des encyclopédies courantes de la littérature est une honte inimaginable qui en dit long sur le manque de discernement et les complaisances du milieu littéraire, tous métiers confondus. »

## Études de la Grèce antique
Simonne Jacquemard étudie les fêtes religieuses en Grèce antique, ainsi que le théâtre dans son ouvrage Trois Mystiques grecs, dédié à Jacqueline de Romilly. Elle insiste sur le rythme effréné des représentations théâtrales lors des Dionysies : neuf tragédies, trois drames satyriques, trois comédies en trois jours.

Elle écrit encore, à propos du théâtre : 
« le théâtre est destiné à provoquer, à bouleverser, à déchaîner, à désenchaîner, à remettre en question, à présenter des miroirs déformants, à montrer l'homme dans sa plus grande dimension, et à le jeter au sol comme l'esclave qu'il sait qu'il demeure : esclave de ses peurs, de sa propre férocité, de ses convoitises parfois infâmes, esclave de la maladie et de la mort. »
Pour Simonne Jacquemard, les manifestations religieuses collectives imprègnent profondément l'esprit et l'inconscient des hommes, et ce pour des siècles. Elle insiste par exemple sur les caractères communs aux différentes initiations aux Mystères : « Toute initiation s'appuie sur des révélations et des interdits, que ce soit chez les Aborigènes des îles Fidji, au XXe siècle ou chez les Perses du temps de Cambyse ». Elle mentionne l'usage du pavot dans les cultes initiatiques voués à la déesse de l'agriculture et des moissons, Déméter.
Simonne Jacquemard cherche à montrer des correspondances entre la pensée orientale, notamment bouddhiste, et grecque, surtout orphique, par exemple la présence dans les deux traditions d'une « doctrine des réincarnations ». L'orphisme est particulièrement important selon l'auteure, dans la culture grecque. L'existence d'Orphée remonterait à l'époque de la guerre de Troie. Elle ajoute : « ce qui caractérise et donne sa tournure si particulière à la littérature grecque, à la philosophie grecque et surtout à la religion grecque du Ve siècle est issu plus ou moins directement d'Orphée ».
À la suite de Friedrich Nietzsche et son ouvrage La Naissance de la tragédie, Simonne Jacquemard soutient la thèse d'une nature duelle de l'esprit grec, composé des deux faces contradictoires et complémentaires à la fois de Dionysos et Apollon. Le premier, originaire de Thrace, est le nom d'une nature sauvage, débridée, qui demande de ses adeptes l'ivresse provoquée par le vin et la violence sexuelle et meurtrière. Dionysos lui-même meurt déchiqueté par les Titans, avant de ressusciter. Il est la divinité tutélaire des orphiques. Apollon, de son côté, originaire de Délos, est le nom d'une nature contemplative et paisible, lumineuse et clairvoyante : il est le dieu des oracles et des devins. Il est la divinité tutélaire des pythagoriciens.

## Œuvres

### Romans et nouvelles
- 1937 : Voyage en Amérique, écrit lorsque Simonne Jacquemard avait 12 ans, annoté par Jacques Brenner
- 1951 : Les Fascinés
- 1953 : Sable (nouvelles), Seuil, avec Philippe Lejeune (dessin)
- 1953 : Vincent ou l'Invitation au silence, Seuil
- 1954 : La Leçon des Ténèbres, Seuil
- 1956 : Opera-Buffa (nouvelles), Plon
- 1957 : Judith Albarès, Seuil
- 1957 : La Famille Borgia, Robert Laffont
- 1960 : Planant sur les airs, Gallimard
- 1962 : Le Veilleur de nuit Prix Renaudot
- 1963 : L'Orangerie, Seuil
- 1964 : Un petit œil, Robert Laffont
- 1967 : Navigation vers les îles (nouvelles), Seuil
- 1969 : Des renards vivants, Stock
- 1969 : L'Éruption du Krakatoa ou des Chambres inconnues dans la maison, Seuil
- 1973 : La Thessalienne, Seuil
- 1975 : Le Mariage berbère (réédition en 2001 au Seuil)  (ISBN 978-2020516532)
- 1981 : Le Funambule, Seuil
- 1983 : Lalla Zahra, Seuil
- 1985 : La Fête en éclats, Seuil
- 1994 : Le Jardin d'Hérodote, roman, Fédérop
- 1995 : L'Éphèbe couronnée de lierre, L'Escampette
- 1999 : La Toison d'Or, Éditions du Roc De Bourzac
- 2000 : L'Envol, Éditions du Roc De Bourzac
- 2006 : L'Ange musicien, Fédérop

### Essais et récits
- 1953 : L'Oiseau, Robert Delpire
- 1961 : Compagnons insolites, Robert Laffont
- 1961 : Des renards vivants, Stock (rééd. en 1990)
- 1964 : Les Derniers Rapaces, Stock, avec M.-J. Bauduin (dessins)
- 1966 : Exploration d'un corps, Seuil
- 1967 : A l'état sauvage : Récits, Robert Laffont
- 1974 : Des roses pour mes chevreuils, Stock
- 1977 : Alezanes au galop, Stock
- 1987 : Les Belles Échappées, Seghers
- 1996 : La Gloire d'Ishwara, L'Escampette
- 1999 : L'Oiseau essentiellement, album illustré, Nathan, avec Elvire Perego Prix Jacques-Lacroix de l’Académie française

### Poèmes
- 1945 : Comme des mers sans rivages, Jacques Haumont
- 1965 : Dérive au zénith, Seuil
- 1979 : Danse de l'orée, Seuil
- 1992 : La Bouche du sphinx, Fédérop
- 1996 : Vers l'estuaire ébloui, Fédérop
- 2004 : Rituels, L'Escampette

### Contes
- 1970 : Philippine et le joueur de luth, Flammarion
- 2000 : Philippine dans la Grande Oreille, Éditions du Roc De Bourzac
- 2000 : Philippine chez les Foudejoie, Éditions du Roc De Bourzac
- 2001 : Philippine et l'Horloger, Éditions du Roc De Bourzac
- 2001 : Philippine et la Coccinelle à sept points, Éditions du Roc De Bourzac (1re éd. en 1969 chez Casterman)

### Études hellénistes et orientalistes
- 1993 : L'Huître dans la perle. Petite introduction au zen, Trédaniel
- 1997 : Trois Mystiques grecs, Albin Michel
- 1998 : Orphée ou l'initiation mystique, Bayard, avec Jacques Brosse
- 2003 : Héraclite d'Éphèse. Les Fragments, suivi de Héraclite d'Éphèse ou le Flamboiement de l'Obscur, Arfuyen, trad. du grec ancien et présenté par Simonne Jacquemard
- 2004 : Pythagore et l'harmonie des sphères, Seuil

### Traduction
- 1961 : Angelo Alberti, Le Message des Évangiles, trad. depuis l'italien